# 真龙镇
真龙镇原名密溪乡，是中华人民共和国四川省泸州市合江县下辖的一个乡镇级行政单位。

## 行政区划
密溪乡下辖以下地区：
密溪社区、瓦房村、集中村、真龙村、聚宝村、王湾村、安乐村、武民村、王嘴村和白沟村。